# Эстрейту (Мараньян)

Эстрейту на карте штата.

Эстрейту (порт. Estreito) — муниципалитет в Бразилии, входит в штат Мараньян. Составная часть мезорегиона Юг штата Мараньян. Входит в экономико-статистический микрорегион Порту-Франку. Население составляет  35 835 человек на 2010 год. Занимает площадь 2718,978 км². Плотность населения — 13,18 чел./км².

## Демография
Согласно сведениям, собранным в ходе переписи 2010 г. Национальным институтом географии и статистики (IBGE), население муниципалитета составляет:
| Полное население                               | Полное население                               | Полное население                               | Полное население                               | 35 835 |
| ---------------------------------------------- | ---------------------------------------------- | ---------------------------------------------- | ---------------------------------------------- | ------ |
| в том числе:                                   | Городское население                            | 25 778                                         | Процент городского населения, %                | 71,94  |
|                                                | Сельское население                             | 10 057                                         | Процент сельского населения, %                 | 28,06  |
|                                                | Мужское население                              | 19 017                                         | Процент мужского населения, %                  | 53,07  |
|                                                | Женское население                              | 16 818                                         | Процент женского населения, %                  | 46,93  |
| Плотность населения, чел/км²                   | Плотность населения, чел/км²                   | Плотность населения, чел/км²                   | Плотность населения, чел/км²                   | 13,18  |
| Население муниципалитета в % к населению штата | Население муниципалитета в % к населению штата | Население муниципалитета в % к населению штата | Население муниципалитета в % к населению штата | 0,55   |

По данным оценки 2016 года, население муниципалитета составляет 40 629 жителей.

## Статистика
- Валовой внутренний продукт на 2003 год составляет 50 915 841,00 реалов (данные: Бразильский институт географии и статистики).
- Валовой внутренний продукт на душу населения на 2003 год составляет 2092,55 реала (данные: Бразильский институт географии и статистики).
- Индекс развития человеческого потенциала на 2000 год составляет 0,681 (данные: Программа развития ООН).